# Media Research Center

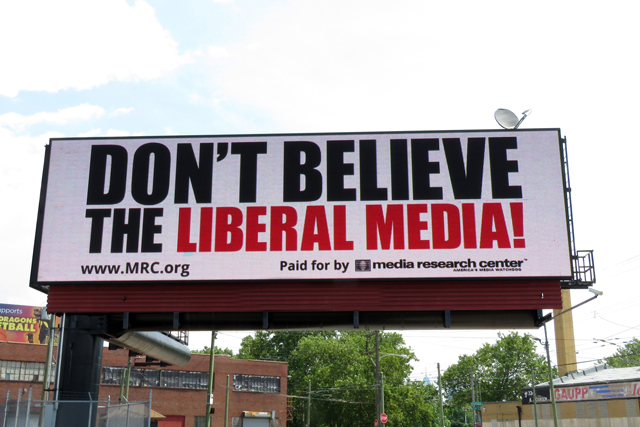
Propaganda da MRC em outdoor.

A Media Research Center (MRC) é uma organização conservadora de análise de conteúdo localizada em Alexandria, Virgínia, fundada em 1987 pelo ativista L. Brent Bozell III.